# ديلفين برنارد
ديلفين برنارد (بالفرنسية: Delphine Bernard)‏ هي مبارزة بالسيف فرنسية، ولدت في 14 مايو 1986 في كامبار في فرنسا.

## روابط خارجية
- ديلفين برنارد على موقع Paralympic.org (الإنجليزية)
- ديلفين برنارد على موقع اللجنة البارالمبية الفرنسية (الفرنسية)